# Pasteurella multocida
Pasteurella multocida es un miembro del género Pasteurella, este microoganismo algunas veces está como saprofito en la región nasofaríngea, pero cuando se multiplica sin control suele causar diversas enfermedades. 
Esta especie contiene serotipos, entre los más importantes están los tipo A, B, D, E y F.
- Pasteurella multocida serotipo A: es muy frecuente en México, causante de la cólera aviar, en grandes explotaciones de aves.
- Pasteurella multocida serotipo B: causante de Septicemia hemorrágica.
- Pasteurella multocida serotipo D: saprofito en la región nasofaríngea, pero cuando este se asocia a Bordetella causa rinitis atrófica, junto con las toxinas que ellos mismo producen.
- Pasteurella multocida serotipo E: es generalmente saprofita, a veces causante de lesiones en el tracto respiratorio.

HISTORIA.
La primera implicación de esta bacteria en patología humana fue hecha por Von Boer en 1917, quien la aisló de deposiciones de un granjero que contrajo diarrea trabajando con unas gallinas infectadas. Siguiendo la historia humana, en 1918 Commes, la cultiva en cuatro casos de abscesos musculares en Senegal. Para no ser menos en 1920 Bouffard la encuentra en cinco casos de piomiositis también realizado en Senegal, 1921 Ortschcit, la describe causando empiema pleural en un niño también la obtuvieron del líquido pleural Debré en 1919 y Tessier en 1922 pero falleció de una pleuresía.
Finalmente se nombró pasteurella en honor a Luis Pasteur, debido a sus diferentes investigaciones, así como el desarrollo de una vacuna para la rabia. 
- Datos: Q310656
- Multimedia: Pasteurella multocida / Q310656
- Especies: Pasteurella multocida